# Rusaki (sielsowiet Łyntupy)
Rusaki (biał. Русакі; ros. Русаки) – wieś na Białorusi, w obwodzie witebskim, w rejonie postawskim, w sielsowiecie Łyntupy.

## Historia
W czasach zaborów dwie wsie i folwark w gminie Komaje, w powiecie święciańskim Imperium Rosyjskiego. Włościańska wieś miała 83 mieszkańców w 8 domach; wieś i folwark Kamieńskich miały 5 dusz rewizyjnych. W 1905 roku wymieniono dwa zaścianki i wieś. Pierwszy zaścianek liczył 8 mieszkańców, 19 dziesięcin, zaścianek Sawickiego liczył 4 mieszkańców, 36 dziesięcin, wieś liczyła 71 mieszkańców, 97 dziesięcin.
W dwudziestoleciu międzywojennym wieś leżała w Polsce, w województwie wileńskim, w powiecie święciańskim, w gminie Komaje.
W 1931 w 16 domach zamieszkiwały 93 osoby.
Miejscowość należała do parafii rzymskokatolickiej w Komajach. Podlegała pod Sąd Grodzki w Łyntupach i Okręgowy w Wilnie; właściwy urząd pocztowy mieścił się w Komajach.
W wyniku napaści ZSRR na Polskę we wrześniu 1939 miejscowość znalazła się pod okupacją sowiecką. 2 listopada została włączona do Białoruskiej SRR. Od czerwca 1941 roku pod okupacją niemiecką. W 1944 miejscowość została ponownie zajęta przez wojska sowieckie i włączona do Białoruskiej SRR.
Do 2004 roku w sielsowiecie Komaje.